# Ballesta de repetición

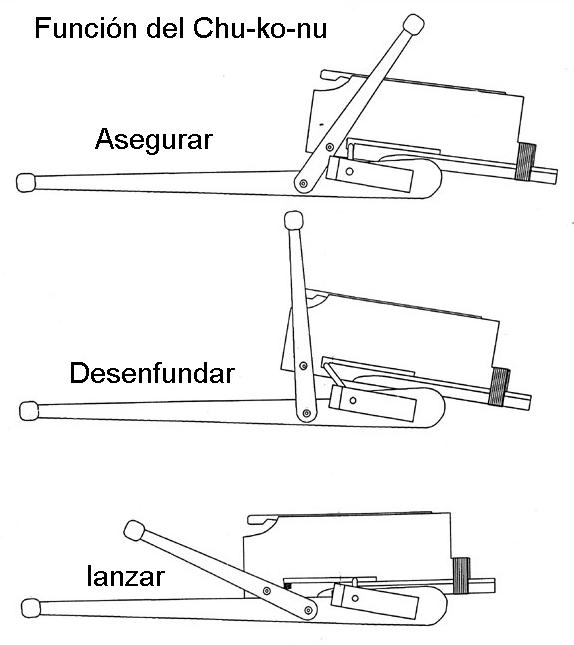
Funcionamiento de la ballesta.

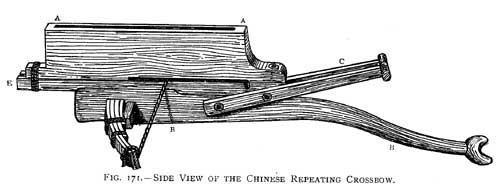
Grabado de una chu-ko-nu.

Una chu-ko-nu ( en chino tradicional, 諸葛弩; en chino simplificado, 诸葛弩; pinyin, zhūgě nǔ; Wade-Giles, chu-ke nu; literalmente, ‘Ballesta de Zhūgě [su inventor supuesto]’) es una ballesta en la que las acciones de tensar el arco, colocar la flecha y disparar se pueden lograr con el simple movimiento de una mano. Esto permite disparar a un ritmo mucho más rápido en comparación con una ballesta normal.

## Historia
En la Tumba 47 de Qinjiazui, provincia de Hubei, se descubrió una primigenia ballesta de repetición que fue fechada en el siglo IV a. C., correspondiendo al período primavera y otoño. Sin embargo, su invención es usualmente atribuida al estratega chino Zhuge Liang (181-234), en el período de los Tres Reinos; Zhuge Liang mejoró el diseño de la ballesta de repetición, creando la nu-liano, arma capaz de disparar de dos a tres flechas a la vez y que era empleada en formaciones compactas de ballesteros. Otras ballestas de repetición disparaban hasta 10 flechas antes de agotar su depósito.
La chu-ko-nu fue introducida en Corea por el rey Sejong el Grande (1418-1450), que durante un viaje a China vio el arma y quedó impresionado por su funcionamiento. En Corea se llamaba sunogung (hangul: 수노궁; hanja:手弩弓).
La chu-ko-nu se empleó por última vez en la primera guerra sino-japonesa (1894-1895). Varias fotografías muestran ballestas de repetición como armas comunes entre las tropas de Manchuria. La construcción básica de esta arma se ha mantenido sin cambios en gran medida desde su invención, lo que la hace una de las armas mecánicas de más larga vida.

## Diseño y uso

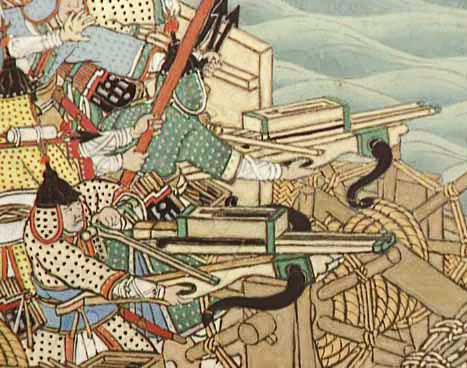
Rollo iluminado que muestra una batalla naval durante las Invasiones japonesas a Corea (1592-1598).

La chu-ko-nu tenía un diseño muy simple y rústico. Esta arma era sumamente fácil de fabricar y usar y, en las manos de un soldado entrenado, podría lanzar fácilmente diez flechas en quince segundos. En comparación, la arbalesta estándar apenas podía disparar una sola en el mismo tiempo.
La chu-ko-nu, sin embargo, no tenía el poder ni la exactitud de una ballesta común. Esto le daba un alcance menor, compensado para poder usar flechas ligeras en vez de las pesadas de las ballestas de un solo tiro. Así, la chu-ko-nu no era muy útil contra tropas pesadas, a no ser que se colocara veneno sobre las flechas; así, una pequeña herida podría ser fatal. Dado que la chu-ko-nu era disparada desde la cadera, tenía una pobre precisión, pero podía ser ajustada muy rápidamente, ya que el siguiente tiro estaba a solo un segundo de diferencia.
Era manejada moviendo una palanca hacia adelante y hacia atrás. En aquel movimiento, una flecha se colocaba en posición, la cuerda era tensada y mientras la flecha se disparaba, la siguiente estaba lista para tomar su lugar.

## Modificaciones
Las modificaciones de la chu-ko-nu incluyeron ballestas de sitio, con flechas más grandes y mayor potencia, lo que requirió que dos hombres la operaran: un apuntador y un operador.
Había también una versión pesada que usaba dos cubiertas; así se duplicaba el número de flechas disparadas. Esta última variante fue utilizada en los combates cuerpo a cuerpo, dado que tenían un alcance sumamente corto. La versión más grande requería de dos manos para hacerla funcionar, por lo que fueron montadas sobre los muros o paredes. Demostraron ser eficaces en la defensa de puertas y entradas de castillos.
Puede ser considerada como una especie de precursora de las armas modernas automáticas del siglo XIX, como la ametralladora Gatling.